# سلمى أحمد
سلمى أحمد (مواليد 22 نوفمبر 1989) هي لاعبة كرة قدم نسائية مصرية في مركز الهجوم. شاركت مع منتخب مصر للسيدات في كأس أمم أفريقيا لكرة القدم للسيدات 2016. وعلى مستوى الأندية، تلعب مع أحد الأندية الأمريكية. كتبت سلمى اسمها في تاريخ كرة القدم النسائية المصرية بعد أن أحرزت هدف الفوز في الدقيقة ال82 أمام زمبابوي، وهو الفوز الأول في تاريخ مشاركات مصر في كأس أمم أفريقيا للسيدات.